# کناردره (چیلدیر)
کناردره (به ترکی استانبولی: Kenardere، به ارمنی: Ամբուր) یک منطقهٔ مسکونی در ترکیه است که در چیلدیر واقع شده‌است.